# Estación de Morlanwelz
La estación de Morlanwelz es una estación de tren belga situada en Morlanwelz, en la provincia de Henao, región Valona.
Pertenece a la línea  de S-Trein Charleroi.

## Situación ferroviaria
La estación se encuentra en la línea 112 (Marchienne-Louvière).

## Intermodalidad
| Línea | Procedencia | Parada          | Destino             |
| ----- | ----------- | --------------- | ------------------- |
| 82    | MONS SNCB   | MORLANWELZ SNCB | TRAZEIGNES Terminus |